# Lochmocercus
Lochmocercus é um gênero extinto de celacanto que viveu durante o Período Carbonífero. Seus fósseis foram encontrados em Montana, EUA.